# Тоби Флад
Тоби Флад (енгл. Toby Flood; 8. август 1985) професионални је енглески рагбиста, који тренутно игра за Тулуз. Рођен је у Фримлију, његов деда је био глумац, а и баба му је била глумица. Студирао је пословни менаџмент на универзитету у Њукаслу. У каријери је пре Тулуза играо за Њукасл (76 утакмица, 263 поена) и Лестер (121 утакмица, 1336 поена). Са Лестером је у три наврата освајао наслов првака Енглеске (2009, 2010, 2013). За Тулуз је до сада одиграо 26 утакмица и постигао 246 поена. За национални тим Енглеске дебитовао је јесени 2006. против Аргентине. Играо је на два светска првенства (2007, 2011) и освојио један куп шест нација (2011). За рагби репрезентацију Енглеске је до сада одиграо 60 тест мечева и постигао 301 поен. Висок је 188 цм и тежак 91 кг.